# 雷一龍
雷一龍，直隸顺天府通州人，清朝政治人物、进士出身。
顺治六年（1649年），登己丑科进士，官至汶上縣知縣、吏科給事中。